# ليبيون
الليبيون هم سكان ومواطنو دولة ليبيا الذين يشتركون في الثقافة والتاريخ والدولة الليبية، تشمل ديموغرافيا ليبيا الكثافة السكانية، والعرق، ومستوى التعليم وصحة السكان، والوضع الاقتصادي، والانتماءات الدينية. تبلغ الكثافة السكانية نحو 50 نسمة لكل كيلومتر مربع في المنطقتين الشمالية من طرابلس وبرقة، ولكن يقع على أقل من شخص واحد لكل كيلومتر مربع في الأماكن الأخرى. يعيش 90% من السكان في أقل من 10٪ من المساحة، في المقام الأول على طول الساحل. حوالي 88٪ من السكان في المناطق الحضرية، ويتركز معظمهم في أكبر ثلاث مدن، طرابلس، الزاوية وبنغازي. وتشير التقديرات إلى أنَ 30% من السكان أعمارهم تحت ال 15 عاما، ولكن هذه النسبة انخفضت بشكل كبير خلال العقود الماضية.[بحاجة لمصدر]

## تاريخ
تاريخياً كانت ليبيا في الأصل أرضًا أمازيغية، تم احتلال ليبيا على مر القرون من قبل الفينيقيين واليونانيين والرومان والعرب والإيطاليين. كان للفينيقيين تأثير كبير على ليبيا، إذ أسسوا العديد من البلدات والمدن الساحلية في ليبيا كمراكز تجارية داخل ساحل جنوب البحر الأبيض المتوسط من أجل تسهيل أنشطتهم التجارية في المنطقة. ابتداءً من القرن الثامن قبل الميلاد، أصبحت ليبيا تحت حكم قرطاج الفينيقية. وبعد أن هزم الرومان قرطاج في الحرب البونيقية الثالثة، أصبحت ليبيا مقاطعة رومانية تحت اسم طرابلس حتى القرن السابع الميلادي عندما تم فتح ليبيا من قبل العرب المسلمين كجزء من الفتوحات الإسلامية لشمال أفريقيا، وبدأت هجرات العرب إلى المنطقة منذ ذلك الحين.
في القرن الحادي عشر، بدأت الهجرات الكبرى للعرب من قبائل عربية عدة أشهرها بني هلال وبني سليم من شبه الجزيرة العربية إلى ليبيا، بالإضافة إلى قبائل بدوية أخرى من شرق الجزيرة العربية. وبعد فترات من حكم دول إسلامية وأخرى أوروبية توالت على البلاد أخرها كان الغزو الإسباني لطرابلس (1510) وتسليمها الحكم لاحقا لفرسان القديس يوحنا عام 1535، أصبحت ليبيا تحت حكم الدولة العثمانية عام 1551. وظلت تسيطر على أراضيها حتى عام 1911 عندما احتلت إيطاليا البلاد. في القرن الثامن عشر، كانت ليبيا تستخدم كقاعدة للعديد من أنشطة القراصنة. علاوة على ذلك، فإن تاريخ قبيلة أولاد سليمان (وهم مجتمع عربي من ليبيا الحالية) إرتبط بمنطقة شمال بحيرة تشاد في القرن التاسع عشر. منذ العصور الوسطى، تقاسم سكان هذه المنطقة روابط سياسية واقتصادية واجتماعية وثيقة حافظوا عليها من خلال نمط الحياة البدوي الذي يتطلب التنقل من أجل البقاء. تطورت هذه العلاقات، التي تتميز بالمرونة بسبب البيئة الصعبة، باستمرار من خلال الصراع والتعاون، مما أدى إلى تغير التحالفات بسرعة.
في منتصف القرن الثامن عشر، بسطت قبيلة أولاد سليمان نفوذهم على مساحة واسعة من الأراضي في سرت وفزان بقوة السلاح وتحالفوا مع الشعوب المجاورة والإدارة الليبية. بعد هزيمتهم من قبل الإدارة العثمانية في طرابلس في نهاية ثلاثينيات القرن التاسع عشر، لجأ الناجون من قبيلة أولاد سليمان إلى حوض بحيرة تشاد حيث أعادوا تهيئة الظروف لنجاحهم في ليبيا، إذ سيطروا على التجارة عبر الصحراء وحافظوا على روابطهم مع المجتمع الليبي. ورغم القيود التي فرضها على عملهم الاستعمار الفرنسي لتشاد والاستعمار الإيطالي لليبيا؛ احتفظ أولاد سليمان بنفوذهم الإقليمي خلال الحقبة الاستعمارية ويبدو أنهم لا يزالوان يحافظون عليه حتى اليوم. في الحرب العالمية الثانية، كانت ليبيا واحدة من ساحات القتال الرئيسية في شمال أفريقيا. خلال الحرب، كانت المنطقة خاضعة لحكومة عسكرية أنجلو-فرنسية حتى تم اجتياحها من قبل دول المحور، التي هزمت بدورها على يد الحلفاء في عام 1943.

## السكان

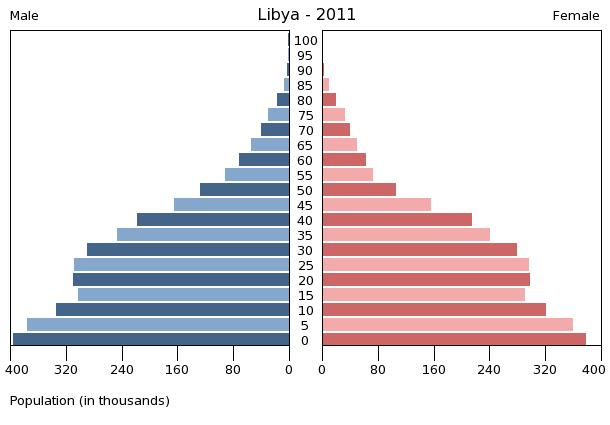
الهرم السكاني لليبيا في 2011.

تتميز ليبيا بعدد قليل من السكان يقيمون في مساحة كبيرة من الأرض. تبلغ الكثافة السكانية حوالي 50 فردًا لكل كيلومتر مربع (130 ميل مربع) في المنطقتين الشماليتين طرابلس وبرقة، ولكنها تنخفض إلى أقل من فرد واحد لكل كيلومتر مربع (2.7 ميل مربع) في أماكن أخرى. يعيش 90% من السكان في أقل من 10% من مساحة البلاد، وخاصة على طول الساحل. يعيش حوالي 90% من السكان في المناطق الحضرية، ويتركز معظمهم في المدن الأربع الكبرى، طرابلس وبنغازي ومصراتة والبيضاء. اعتبارًا من عام 2019، تشير التقديرات إلى أن 28% من السكان تقل أعمارهم عن 15 عامًا، لكن هذه النسبة انخفضت بشكل كبير خلال العقود الماضية. يتألف غالبية سكان ليبيا من العرب.
| السنة | عدد السكان الكلي (بالألف) | نسبة الفئة العمرية 0-14 (%) | نسبة الفئة العمرية 15-64 (%) | نسبة الفئة العمرية أكبر من 65 (%) |
| ----- | ------------------------- | --------------------------- | ---------------------------- | --------------------------------- |
| 1950  | 1029                      | 41.9                        | 53.4                         | 4.7                               |
| 1955  | 1126                      | 43.0                        | 52.7                         | 4.3                               |
| 1960  | 1349                      | 43.3                        | 52.7                         | 4.0                               |
| 1965  | 1623                      | 43.4                        | 53.0                         | 3.6                               |
| 1970  | 1994                      | 45.2                        | 52.1                         | 2.7                               |
| 1975  | 2466                      | 46.5                        | 51.3                         | 2.2                               |
| 1980  | 3063                      | 47.0                        | 50.7                         | 2.2                               |
| 1985  | 3850                      | 47.3                        | 50.5                         | 2.3                               |
| 1990  | 4334                      | 43.5                        | 53.9                         | 2.6                               |
| 1995  | 4775                      | 38.3                        | 58.8                         | 2.9                               |
| 2000  | 5231                      | 32.4                        | 64.2                         | 3.4                               |
| 2005  | 5770                      | 30.6                        | 65.6                         | 3.8                               |
| 2010  | 6355                      | 30.4                        | 65.3                         | 4.3                               |

## التعداد السكاني
أجريت ثمانية تعدادات سكانية في ليبيا، أولها عام 1931 وآخرها عام 2006. وتضاعف عدد السكان ستة أضعاف بين عامي 1931 و2006.
| السنة           | ذكور (بالآلاف) | إناث (بالآلاف) | مجموع السكان (بالآلاف) | متوسط معدل النمو السنوي (%) |
| --------------- | -------------- | -------------- | ---------------------- | --------------------------- |
| 1931            |                |                | 704                    |                             |
| 1936            | 463            | 386            | 849                    | 3.8                         |
| 1954            | 564            | 524            | 1,089                  | 1.4                         |
| 1964 (يوليو 31) | 813            | 751            | 1,564                  | 3.7                         |
| 1973 (يوليو 31) | 1,192          | 1,057          | 2,249                  | 4.1                         |
| 1984 (يوليو 31) | 1,954          | 1,689          | 3,643                  | 4.5                         |
| 1995 (أغسطس 11) | 2,237          | 2,168          | 4,405                  | 1.7                         |
| 2006 (أبريل 15) | 2,934          | 2,723          | 5,658                  | 2.3                         |

## التركيبة السكانية
| الفئة العمرية | ذكور      | إناث      | المجموع   | النسبة المئوية (%) |
| ------------- | --------- | --------- | --------- | ------------------ |
| المجموع       | 2 687 513 | 2 610 639 | 5 298 152 | 100                |
| 0-4           | 294 679   | 280 666   | 575 345   | 10,86              |
| 5-9           | 269 079   | 258 516   | 527 595   | 9,96               |
| 10-14         | 277 270   | 265 623   | 542 893   | 10,25              |
| 15-19         | 290 568   | 282 458   | 573 026   | 10,82              |
| 20-24         | 289 663   | 283 624   | 573 287   | 10,82              |
| 25-29         | 287 101   | 279 357   | 566 458   | 10,69              |
| 30-34         | 248 875   | 243 953   | 492 828   | 9,30               |
| 35-39         | 195 328   | 195 472   | 390 800   | 7,38               |
| 40-44         | 140 872   | 140 977   | 281 849   | 5,32               |
| 45-49         | 100 653   | 98 489    | 199 142   | 3,76               |
| 50-54         | 64 677    | 67 942    | 132 619   | 2,50               |
| 55-59         | 61 439    | 60 838    | 122 277   | 2,31               |
| 60-64         | 51 295    | 43 832    | 95 127    | 1,80               |
| 65-69         | 42 724    | 37 294    | 80 018    | 1,51               |
| 70-74         | 30 325    | 27 526    | 57 851    | 1,09               |
| 75-79         | 23 125    | 22 550    | 45 675    | 0,86               |
| 80-84         | 12 158    | 12 418    | 24 576    | 0,46               |
| 85+           | 7 682     | 9 104     | 16 786    | 0,32               |

## المجموعات العرقية والقبلية

التكوين العرقي للسكان ليبيا في 1974 (CIA map)
العرب والعرب والبربر
أمازيغ
طوارق
تبو
غير مأهول

### تاريخ العرقيات
من الصعب تحديد عرقيات في ليبيا بتاريخ محدد ولكن هناك أحداث يمكن الرجوع لها من أجل أن اعطى بعض الخطوط العريضة للتحديد ولكن يمكن أن نقسم تاريخ العرقيات إلى ثلاث أحقاب تاريخية:
- الحقبة الأولى 10000 \ 7600 عام وحتى 800 ق م (ليبيا القديمة) أول عرق هو العرق الليبي القديم وهم السكان القدماء المعروفون تاريخياً بقبائل الليبو وهم السكان الاصليون في ليبيا وأيضا كانت قبيله المشواش هم من قبائل ليبيا، وكان منهم الفرعون شيشنق الأكبر الدي حكم الفراعنة 300 سنة.
- الحقبة الثانية 800 ق م وحتى 800 ميلادي (ليبيا الحديثة) دخل الفنيقيون في غرب ليبيا بعد أن استعمر تونس وتأسيس قرطاجة ولكن بعد سقوط قرطاجة انزاح أغلب سكانها فيما بعد إلى جنوب تونس في القرن الثاني قبل الميلاد، وفي شرق ليبيا استعمرها الإغريق في عام 650 ق م تقريبا ليؤسس مدينة قورينا (شحات حاليا) عاصمة لباقي المستعمرات ولم يبق للإغريق اليوم أي أثر. مع ملاحظة أن الكريتليين الذين يعيشون في سوسة ودرنة وبنغازي وفدوا إلى المنطقة في نهاية القرن التاسع عشر الميلادي. وبعد ذلك سقطت ليبيا بكامل تحت حكم الروماني في القرن الثاني قبل الميلاد ثم البيزنطي في القرن الثالث للميلاد ولم يتبقى منهم اليوم سوى عائلة واحدة وهي عائلة البيزنطي، ثم وفي عام 642 م دخلت جيوش الفتح الإسلامي لنشر الإسلام وطرد المستعمر البيزنطي، ومنها دخل العرب ليكون ما يعرف اليوم بقبائل بني سليم وبني هلال.
- الحقبة الثالثة 800 م وحتى اليوم (ليبيا المعاصرة) دخل العرب بعد سقوط الدولة الادارسة في المغرب والجزائر وذلك في القرن الثامن والتاسع الميلادي، ولم يمر سوى قرنين حتى دخلت قبائل بنو هلال وحلافائها عام 1053 للميلاد لتدخل بعد ذلك قبائل بنو سليم واحلافها في عام 1147 م تقريبا، وفي عام 1555 م دخلت الدولة العثمانية إلى لليبيا كحليف لطرد الاحتلال الصليبي (فرسان قديس يوحنا) ثم أصبحت مستعمرة لليبيا وتسرب منها الكراغلة وهم في أغلبهم عرقيات من (تركمان، أكراد، شركس، البان)، وبين عامي 1911 حتى 1941 احتلت ليبيا من قبل إيطاليا ولقد هاجرت عائلات إيطالية إلى ليبيا حيث ولد إيطاليون في ليبيا ليكون ليبيون ولكن سرعان ما هاجرو إلى إيطاليا بعد خروجها من ليبيا، ولم يتبقى سوى اقليه صغيرة جدا وهم يمثلون الاكثرية الأوروبية في ليبيا، أما الزنوج فهم احفاد العبيد ولكن عندما أعلن وقف تجارة العبيد في ليبيا في القرن التاسع عشر في المدن الرئيسية ادمج أغلبهم مع سكان ليبيا وأصبح يشكلون رسمي جزء من السكان بعد الاستقلال أي في عام 1951 م.

القريتليون هم بعض سكان جزيرة كريت (اليونان) هاجرو لأجل الاضطهاد والآن يوجد منهم عائلة واحد في ليبيا (القريتلي).

### تقسيم العرقيات
- العرب وهم ينقسمون إلى اربع فروع وهم (قبائل المرابطة) وهم احفاد الأمير إدريس الأكبر مؤسس دولة الادارسة في بلاد المغرب ويتمركزون في المدن والقرى ومنهم قبائل الفواتير وأولاد الشيخ عبد السلام الأسمر والعائلة السنوسية وفي ليبيا بشكل عام، (قبائل بنو هلال) دخلت لليبيا في عهد الدولة الفاطمية مع بعض القبائل العربية ويتركزون في شرق ليبيا وغربها، (قبائل بنو سليم) وهم منتشرون في ليبيا بشكل عام وبالتحديد في برقة ويطلق عليهم اسم والسعادي وقد عاشوا منذ قرون عيشة البدو الرحل وإن استقر بعضهم في المدن.. ينقسم السعادي بشكل عام إلى عدة قبائل تتقاسم السيطرة على الأرض من حدود مصر حتى الوادي الأحمر ويعيش معهم على المرابطون والحضور في المدن إضافة إلى التبو في الصحراء الرحل وسكان واحة أوجلة من الأمازيغ.
- البربر وهم وينقسمون إلى فرعين (قبائل مداغيس) وهم يعيشون أغلبهم في نصف الشرقي لليبيا والفرع الثاني (قبائل البرنس) وهم يعيشون أغلبهم في نصف الغربي لليبيا.
- التبو هيا وهم سكان سكان واحات الجنوب الليبي في مناطق القطرون وتجرهي ومرزق وأم الأرانب والكفرة.
- الكراغلة وهم ينقسمون إلى أربعة اقسام وهم (تركمان، اكراد، شركس، البان) وهم منتشرون في المدن الساحلية بشكل عام أما الأغلبية العظمة فهي في مدينة مصراتة وطرابلس وغريان الكوارغلية في الزاوية وبنغازي.
- أوروبيون وهم اقلية معظمهم من الإيطاليون وأغلبهم في مدينة طرابلس وبنغازي.

### القبائل الليبية
يعتبر عنصر القبيلة مكونا أساسيا للمجتمع الليبي، وعاملا مهما في أركان نظام العقيد معمر القذافي الذي يقوم على التحالفات القبلية أكثر من التحالفات السياسية، وهو ما جعل المراقبين يعتقدون أن تخلي القيادات القبلية عن دعم القذافي يعني انهيار أركان نظامه.
وتعود أصول هذه القبائل إلى العرب
- الأشراف : وتتمركز في مدينة «ودان» و«زويلة» و «القطرون» و«زليتن» وهم منتشرون أيضا في معضم أنحاء ليبيا.
- - السادة الفواتير والسادة اولاد الشيخ عبدالسلام الأسمر:وتتمركز في مدينه زليتن الموطن ألأصلي، وفي أغلب مدن ليبيا
- - اولاد حضير: وتتمركز في مدينه سبها جنوب ليبيا في منطقة الجديد
- - أولادالزين: وتتمركز في أوباري في منطقة الأبيض غرب مدينة سبها
- - ورفلة: وتتمركز هذه القبيلة بمنطقة بني وليد والجنوب الشرقي للعاصمة طرابلس، كما يعيش عدد من أفرادها بمناطق بنغازي وسرت وطرابلس.

و الأهالي تتمركز ف زليتن من ضمنها قبيلة البراهمة وغيت
- - القذاذفة: وهي القبيلة التي ينحدر منها معمر القذافي وتتمركز بمنطقتي سرت وسبها وتعتبر لها تاريخ في المعارك والجهاد ضد الإستعمار الإيطالي.
- - المقارحة: تتمركز هذه القبيلة بمنطقة الشويرف وقيرة بوادي الشاطئ في الوسط الغربي لليبيا. .
- - ترهونة: وهي تضم عددا كبيرا من القبائل الفرعية يقدرها البعض بنحو 60 قبيلة، وتتمركز في منطقة ترهونة في الجنوب الغربي لطرابلس،
- - ورشفانة: وتتمركز قبيلة ورشفانة في ضواحي طرابلس، نظرا لموقعها الجغرافي تعتبر ورشفانة قبيلة حضرية مدنية.
- - الطوارق: وهي قبيلة تقطن الصحراء الكبرى وتتوزع بين عدة دول أفريقية، وفي ليبيا تتركز القبيلة في مدينة غات بأقصى الجنوب.
- - التبو: وهي مجموعة عرقية تتكون من قبيلتين وهما تيدا ودازا ومنتشرة في الجنوب مابين مدن سبهاسبها ومرزق وام الارانب واوباري و القطرون وللقبيلة امتداد في عدة دول مجاورة.[21]
- العواقير هي من القبائل العريقة في ليبيا من قبائل الجبارنة، السعادي،
- - المنفه: وهي قبائل تعيش في أقصى الشرق الليبي، قبيلة عربية من المرابطين ينحدر افرادها من المرابط الوالي الصالح مناف الذي استوطن بعد الفتح الإسلامي منطقة دفنة وتزوج من امراتين «مسيكة وعلوم» ومنها شيخ الشهداء عمر المختار.
- - الفواخر: هي من القبائل العريقة في ليبيا من قبائل المرابطين، وتتراكز مناطق نفوذها في برقة البضاء شرق ليبيا كما لها مناطق في جنوب البلاد بفزان.
- - أولاد سليمان: وهي قبيلة عربية تتواجد في المغرب وموريتانيا والجزائر وتونس ومصر، جاءت إلى مصر من جزيرة العرب أيام الدولة الفاطمية، في فزان وهراوه وشرق ليبيا بين المرج والبيضا والخمس بالغرب والقرة بوللي وترهونة وحتى في تشاد والنيجر. قاومت الاحتلال التركي والاحتلال الإيطالي وذكرهم الجنرال جريسياني في كتابه نحو فزان واسماهم بالاشقياء وتكلم عنهم الاتراك في كثير من كتابتهم حول تاريخ الدولة العثمانية في ليبيا.
- - العبيدات والبراعصة والعواقير والمسامير: وهي قبائل تعيش في أقصى الشرق الليبي بمنطقة الجبل الأخضر،

## مشكلات سكان ليبيا
- مرت ليبيا بكثير من الكوارث الطبيعية وغير الطبيعية مما سبب في موت وهجرة قصرية لسكان بسبب عامل التصحر على مدى 4000 عام الأخيرة والحروب المبكرة التي بدات مع الامبراطورية المصرية في منتصف الالف الأول قبل الميلاد مرورا الامبراطورية القرطاجية في القرن التاسع قبل الميلاد والممالك الاغريقية في منتصف القرن السابع قبل الميلاد ثم الامبراطورية الرومانية في القرن الثاني قبل الميلاد والامبراطورية البزنطية في القرن الثاني للميلاد، وبدخول الإسلام شهد في عهد الخلافة الراشدة والخلافة الأموية بعض الاستقرار ولكن بانهيار الدولة الأموية في عام 750 م ليصبح السكان عرضة لأحوال الطبيعية والسياسية ليهاجر الكثير إلى الدول المجاورة ولم تتعافى ليبيا من تناقص السكان الافي عهد الاسرة القرمالية بين عامي (1711 م – 1835 م) حيث وصل عدد السكان في عام 1801 (3,000,000 نسمة) أي ما يوازي عدد سكان مصر والولايات المتحدة الأمريكية.
- هذا العدد تناقص بشكل هائل في الحرب بين السكان والحكومة العثمانية التي استمرت من عام (1835 م – 1910 م) وكان هناك اعداد كبيرة من الشهداء والمهجرين إلى تونس الجزائر مصر تشاد النيجر، حتى يكاد لا يوجد عائلة ليبية ليس لها شهيد أو مهجر وتناقص العدد السكان إلى النصف عام 1900 (1,600,000 نسمة).
- وبين أعوام (1911 م – 1941 م) أي في فترة الاحتلال الإيطالي لليبيا استشهد أكثر من (800,000 نسمة) ونُفِيَ وهُجِّر الآلاف ليصبح العدد أقل من (900,000 نسمة) تقريبا عام 1941 م.
- وبين أعوام (1941 م – 1951 م) أي عند الاستقلال استشهد مايقاري (20,000 نسمة) من الليبيين كضحاية للحرب بين دول المحور (إيطاليا \ ألمانيا) والحلفاء (بريطانيا \ أمريكا \ فرنسا) وتقلص عدد السكان إلى اقل من (1,000,000 نسمة).
- ومنذ ثورة الفاتح عام 1969 م وحتى 2010 انخفضت الهجرة وزاد السكان وعاد بعض المهجرين ولكن بعد الحرب الأهلية الليبية عام 2011 التي تستمر إلي الآن تهجر اكتر مايقارب مليوني ليبي وتستمر الحروب إلي الآن بين قوات مسلحة ليبية بقيادة اللواء خليفة حفتر ومجموعات أخرى.

## إحصائيات السكانية في داخل ليبيا (1954 – 2004)
1. 1954 م عدد السكان (1,010,000 نسمة)
2. 1964 م عدد السكان (1,500,000 نسمة) بزيادة 32,6% (490,000 نسمة)
3. 1974 م عدد السكان (2,200,000 نسمة) بزيادة 31,8% (700,000 نسمة)
4. 1984 م عدد السكان (3,367,053 نسمة) بزيادة 34,6% (1,167,053 نسمة)
5. 1994 م عدد السكان (4,800,000 نسمة) بزيادة 29,8% (1,432,947 نسمة)
6. 2004 م عدد السكان (6,246,000 نسمة) بزيادة 23,1% (1,446,000 نسمة)
7. متوقع عام 2008 م يكون العدد في ظل البطالة والهجرة وتردي الحال الاقتصادي (6,901,830 نسمة) بزيادة 10,5% (6، 55,8305 نسمة) وهو اقل معدل نمو لسكان منذ الاستقلال عام 1951 م.